# Pampa Algodonal
La localidad de Pampa Algodonal se encuentra en la región de Arica y Parinacota, a 35 kilómetros de la comuna de Arica. Está compuesta por 5 sectores: Camiña, Ticnamar-Belén, Surire, La Cruz e Hijos de Livílcar.
El territorio se fue poblando a inicios de la década de los setenta por familias provenientes de pueblos del interior de origen aimara que buscaban tierras para trabajar. Actualmente, la población de Pampa Algodonal ha aumentado por el crecimiento de las familias y la llegada de población migrante dedicada a la labor agrícola principalmente.
El territorio es atravesado por el río San José que es el principal abastecedor de recurso hídrico en el Valle de Azapa. Las aguas del San José, proviene de las precipitaciones de las quebradas de Seca, Chusmiza y  Ticnamar. El agua que corre superficialmente durante los años lluviosos y subterráneamente en los años secos, apareciendo por vertientes, norias o pozos. Por lo tanto, por las condiciones geológicas y climáticas, el agua que percola a la napa subterránea aumenta su concentración de sales a lo largo de su curso.

En el territorio predomina el clima desértico costero, con nubosidad abundante, ausencia de heladas, vientos moderados, alta humedad relativa y alta radiación solar directa durante todo el año. 

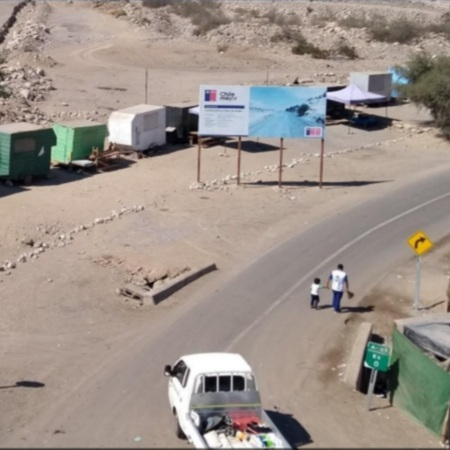
Localidad de Pampa Algodonal sector La Parada.

## Historia
El Valle de Azapa históricamente ha estado asociado a la producción agrícola variada. De acuerdo a la documentación disponible, se infiere que la agricultura se ha desarrollado desde el periodo de la Conquista, pasando por espacios de sequía por lo que se cultivaba por temporadas de acuerdo al ciclo anual climático.
Durante la época de la Reforma Agraria, se incentivó el uso de tierras para la producción agrícola, creación de cooperativas y se abrió de forma permanente el canal del río Lauca, lo que permitió mayor desarrollo agrícola durante todo el año. Al mismo tiempo, el cambio de cultivos temporales a cultivos permanentes, provocó el asentamiento de sectores más altos del Valle de Azapa por familias que buscaban un mejor vivir.

Pampa Algodonal comienza a ser poblada a finales de los sesenta y principios de los setenta por familias provenientes de pueblos del interior del norte de Chile, de origen aimara dedicados a la agricultura y ganadería. El territorio está compuesto por 79 familias distribuidas en cinco sectores nombrados según pueblo de origen: Hijos de Livílcar, La Cruz, Camiña, Ticnamar-Belén y Surire.

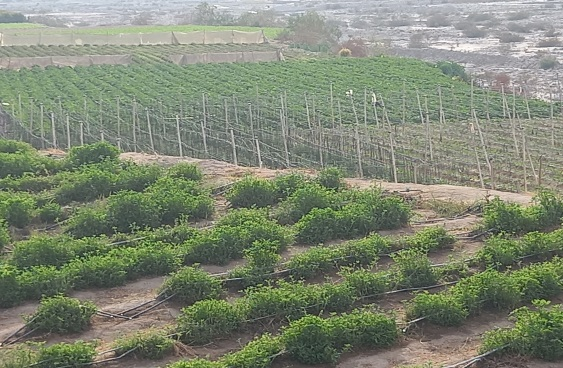
Desarrollo agropecuario en Pampa Algodonal

En los primeros años de asentamiento, los pobladores de los distintos sectores se agrupan y conforman la Agrupación Campesina Andina (ACA). Esta organización era de carácter comunitario y buscaba representar a los parceleros y parceleras ante las autoridades para así obtener los títulos de dominio de los terrenos de cada uno. Por otro lado, la agrupación organizaba trabajos comunitarios para la construcción de bocatomas y acequias, que les permitía la habilitación de sus propios terrenos para trabajarlos de forma individual.
Durante los primeros años de trabajo, los agricultores se enfrentaron a distintas dificultades propias del clima y de la tierra. Eran terrenos pedregosos y de tierra salada que debían ser trabajados antes de poder producir. Las primeras siembras eran principalmente en ajo, zanahoria, maíz y alfalfa, cuyos cultivos eran realizados según los conocimientos técnicos traídos de los pueblos de origen como por ejemplo riego en caracol y el sistema de eras. Esta última era una forma típica de siembra del pueblo de Camiña.
En la actualidad los agricultores y agricultoras se mantienen asociados por la Agrupación Campesina Andina que fue refundada en el año 2017. Por otra parte, han desarrollado el riego tecnificado y se dedican a la producción de tomate, zapallo, maíz, frutillas, entre otras hortalizas, verduras y frutas que son comercializadas en distintos puntos agrícolas de todo el país. 

## Comunidades representativas
- Asociación Gremial Agrupación Campesina andina y Accionistas de agua Canal de Azapa de Pampa Algodonal.
- Junta de Vecinos Agrupación Campesina Andina.
- Comité de Agua Potable Rural Pampa Algodonal.
- Asociación Indígena Agricultores Sector Surire.
- Asociación Indígena Cultural y Deportiva Baile Pastorcitos sector Camiña Valle de Azapa.
- Asociación Indígena Ticnamar Belén.
- Centro Social, Cultural, Deportiva y Recreativo Pan de Azúcar.
- Comité de Vigilancia Rural Pampa Algodonal.

## Atractivosnaturales

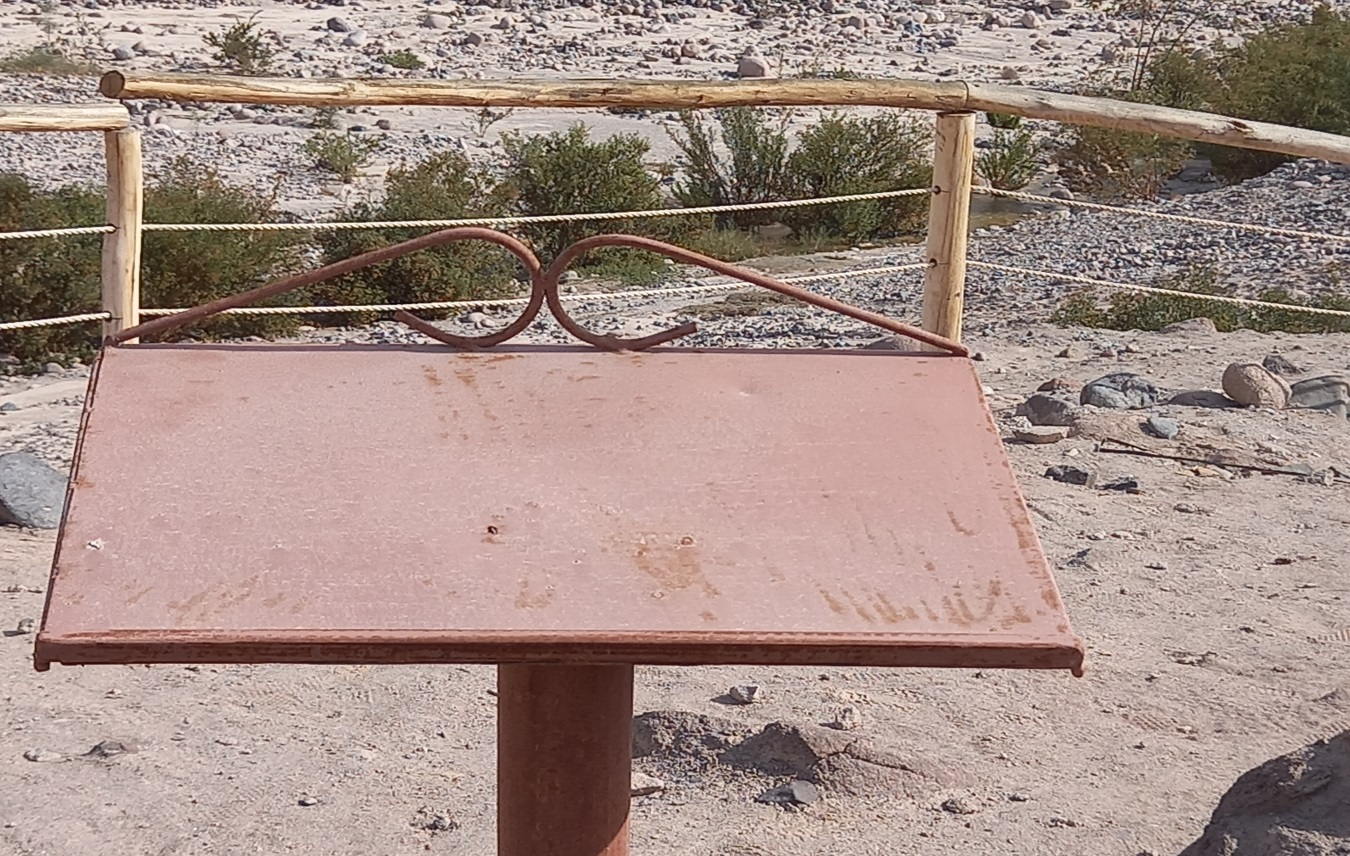
"Mirador del Picaflor"

El Mirador del Picaflor de aproximadamente 25.200 metros cuadrados está ubicado en la Ruta A-27, kilómetro 40 de Pampa Algodonal, Valle de Azapa. El propósito de este espacio es la conservación y complemento de una red de microrreservas para la conservación del picaflor de Arica, una especie críticamente amenazada. El predio en cuestión está siendo integrado en una red de micro reservas destinadas a la conservación del picaflor de Arica, proyectándose para el sector de Pampa Algodonal la realización de limpieza de microbasurales y algunas acciones de restauración de vegetación nativa que pueda ser utilizada por la especie. A la fecha, se ha instalado un barandal para demarcar el sitio y la identificación del mismo.

## Patrimonio cultural

### Patrimonio material
- En 1975 se crea la Escuela G-31 de la Localidad de Pampa Algodonal, con la ayuda  de los primeros habitantes, organizaciones, socios y mujeres de la localidad que se mantiene hasta la fecha.
- La capilla San José ubicada en el sector de Camiña

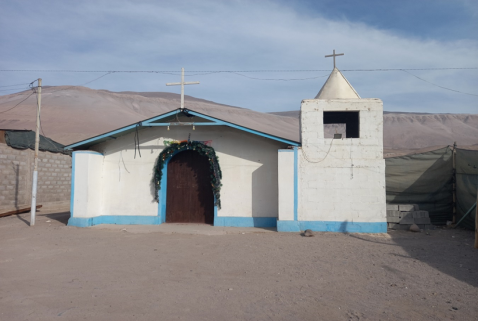
Capilla San José sector de Camiña

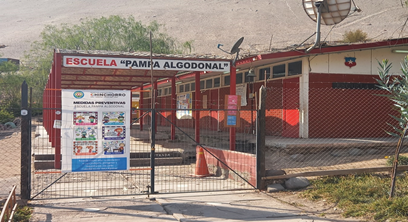
Escuela G31 de Pampa Algodonal

### Patrimonio iInmaterial
Cruz de Mayo celebración religiosa de carácter comunitario con procesiones, cantos y bailes, comunidades de la región la región de Arica y Parinacota, conmemoran la muerte y resurrección de Cristo. El ritual se centra en la cruz, símbolo con que se difundió el catolicismo en la Conquista.

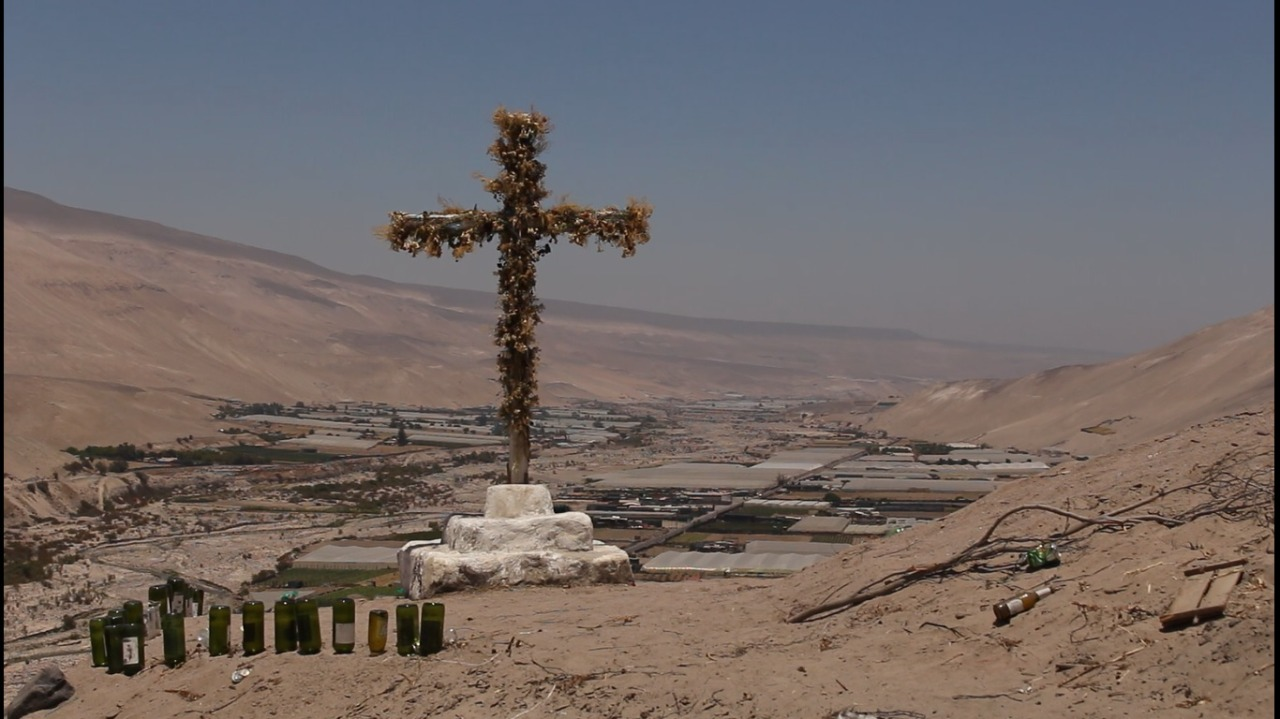
Pampa Algodonal " Cruz de Mayo"

En torno al símbolo de la crucifixión, los devotos preparan el ritual y se distribuyen las tareas:
- Cuidado y exhibición de la cruz, a cargo del devoto designado para organizar la celebración ese año.
- Preparación y servicio de los alimentos.
- Procesión y rezos.
- Ejecución de cantos a lo divino y versos.
- Realización de danzas.

Según un registro realizado en 1996 por el investigador Orestes Plath, la Cruz de Mayo se realiza desde la Región de Arica y Parinacota hasta la Región de la Araucanía. Dura un día y la madrugada del siguiente, y presenta particularidades locales. En la comunidad de Pampa Algodonal, participan los anfitriones o  alférez de la fiesta más sus invitados de la comunidad, grupos de bailes y grupos  musicales que interpretan  instrumentos acorde a la celebración.
Baile Los Pastorcitos, fiesta religiosa centrada en el nacimiento del niño Jesús. Se celebra desde el 24 de diciembre hasta el 8 de enero de cada año. Esta festividad es traída del pueblo de Camiña y es efectuada por distintos grupos de los sectores de Pampa Algodonal.
Consiste en un baile con cánticos y música en honor al niño Jesús, se realiza la víspera del 24 de diciembre, la mañana y noche del 25, el día 28 de diciembre, en Nochevieja. El 3 de enero es día de visita por lo que se acostumbra recibir grupos de baile de otros sectores y/o pueblos o visitar otras comunidades. Se finaliza la celebración el día 8 de enero. 
La fiesta es organizada por alférez para cada día de celebración y un mayordomo que está a cargo de los bailarines.